# Rostawycia
Rostawycia (ukr. Роставиця, pol. Rastawica) – rzeka na Ukrainie, lewy dopływ Rosi.
Płynie przez Wyżynę Naddnieprzańską, jej długość wynosi 116 km, a powierzchnia dorzecza 1465 km².
Przepływa przez m.in. osiedle typu miejskiego Różyn, wsi Prybereżne, Sokiłeć.